# 横岩乡
横岩乡，是中华人民共和国湖南省怀化市洪江市下辖的一个乡，由怀化市直辖的洪江管理区实际管辖。

## 行政区划
横岩乡下辖以下地区：
沅河村、横岩村、鸬鹚村和菖蒲村。

## 地理环境
- 位置境域

横岩乡地处洪江市南部，东连桂花园乡，南接会同县金竹镇，西抵洪江市黔城镇，北与黔城镇交界，距洪江市区13千米，区域总面积34.34平方千米。
- 地形地貌

横岩乡地处湖南省西南部雪峰山麓，地势西高、东低；地形为低山丘陵及低丘岗地，沅水沿岸为小块河谷平原和缓坡；主要山脉有云坡山，境内最高点撑架坡位于横岩乡蒲村四组、九组交界处，海拔865米；最低点沅水河畔位于横岩村三组，海拔176米。
- 气候

横岩乡属亚热带季风性湿润气候，阳光充足，雨量丰沛，气候温和，四季分明，无霜期长；年平均气温在17℃左右；地势越高气温越低；最冷的1月份平均气温在5.6℃左右，极端最低气温为-9.2℃；最热的7月份平均气温为27.7℃，极端最高气温为39.6℃；无霜期年平均为304天，夏无酷暑，冬无严寒，四季分明；年平均降雨量为1485毫米左右，4—8月份为雨季，降雨量约占全年的42%；年平均日照1354.3小时。